# Санту-Антониу-да-Алегрия
Санту-Антониу-да-Алегрия (порт. Santo Antônio da Alegria) — муниципалитет в Бразилии, входит в штат Сан-Паулу. Составная часть мезорегиона Рибейран-Прету. Входит в экономико-статистический микрорегион Бататайс. Население составляет 6214 человек на 2006 год. Занимает площадь 309,677 км². Плотность населения — 20,1 чел./км².

## История
Город основан 26 февраля 1866 года.

## Статистика
- Валовой внутренний продукт на 2003 год составляет 37 259 956,00 реалов (данные: Бразильский институт географии и статистики).
- Валовой внутренний продукт на душу населения на 2003 год составляет 6201,72 реалов (данные: Бразильский институт географии и статистики).
- Индекс развития человеческого потенциала на 2000 год составляет 0,770 (данные: Программа развития ООН).